# エフイーティー
株式会社エフイーティー（英: Far East Trading Co.,Ltd.）は、かつて自動車部品と自動車用品のメーカーであり、日本国外製自動車用部品と用品の輸入商社でもあった。

東京都世田谷区千歳台に本社を置いていた。

2009年（平成21年）にアサヒライズ株式会社と合併し、アサヒライズの一事業部となった。

自社開発製品は「FET」ブランドとしてCATZ、FET SPORTSなどを企画開発し、販売。日本国外のメーカーの商社機能（輸入代理業）としてナルディ、コニ、ウィランズなどを扱っている。

## 概要
- 代表者 - 代表取締役社長　宇井孝廣
- 本社所在地 - 東京都世田谷区千歳台4-30-11

## 沿革
- 1953年（昭和28年）8月 - 株式会社極東商事として創業。
- 1965年（昭和40年） - 株式会社極東に改称。
- 1994年（平成6年）4月 - 現社名に改称。
- 2009年（平成21年）5月 - アサヒライズ株式会社と合併し、アサヒライズ株式会社FET事業部となる。